# Mastophora archeri
Mastophora archeri är en spindelart som beskrevs av Willis J. Gertsch 1955. Mastophora archeri ingår i släktet Mastophora och familjen hjulspindlar. Inga underarter finns listade i Catalogue of Life.